# Nikolaus Kaps
Nikolaus Kaps (* um 1435 im Bistum Passau; † April 1512) war Bischof von Hippos und Weihbischof in Passau und Gurk.

## Leben
Nikolaus Kaps wurde um 1435 in der Diözese Passau geboren. Von 1464 bis 1471 stand er im Dienst Kaiser Friedrichs III., auf den er großen Einfluss hatte und der ihm eine wertvolle Inful und einen Bischofsstab schenkte. Nach seinen eigenen Angaben setzte ihn auch Kaiser Maximilian I. für diplomatische Aufgaben ein.
Am 14. März 1490 wurde er zum Bischof von Hippos (in Palaestina) ernannt und am 4. April 1491 in Rom geweiht. Er war Weihbischof in Passau und Gurk, der erste in der Gurker Bistumsgeschichte. Als solcher residierte er in Straßburg.
Von 1493 bis 1497 war er nur für das Bistum Passau tätig. Der Gurker Bischof Raimund Peraudi, der sich als Kanzler Kaiser Friedrichs III. und päpstlicher Ablassprediger ständig außerhalb seiner Diözese aufhielt, machte ihn am 1. Mai 1499 in Rom zu seinem Generalvikar und stattete ihn mit Vollmachten aus. Da der Dompropst sich deswegen in seinen Rechten geschmälert sah, kam es zu Konflikten zwischen Peraudi und dem Domkapitel. Der von Peraudi in Rom angeklagte Dompropst musste sich vor der päpstlichen Kurie verantworten. Weihbischof Kaps verzichtete am 5. Juni 1501 zugunsten des inzwischen zum Diözesanadministrator ernannten Matthäus Lang auf die Verwaltung der Diözese Gurk. Er lebte spätestens seit 1504 in Salzburg und bezog von der Diözese Gurk eine Pension. Beim Provinzkapitel in Salzburg 1511 vertrat er Bischof Lang. 1512 konnte er wegen Krankheit nicht am Kapitel teilnehmen. Er starb im April 1512. Nikolaus Kaps gehörte auch zu den Lehrern des jungen Paracelsus.